# Rede ecológica
Uma rede ecológica é uma representação das relações bióticas em um ecossistema, na qual espécies ou outras entidades ecológicas (nós ou vértices) são conectadas por associações em pares (elos ou arestas). Essas associações podem representar interações ecológicas ou de outros tipos. Redes ecológicas empíricas são usadas para descrever e comparar as estruturas observadas em sistemas ecológicos reais, enquanto redes ecológicas sintéticas (isto é, modelos teóricos de redes) são usadas para investigar como a estrutura e a dinâmica das redes afetam propriedades como a estabilidade dos ecossistemas.

## Tipos
Há diferentes formas de se classificar as redes ecológicas empíricas encontradas na natureza, mas todas se baseiam principalmente no significado ecológico atribuído aos seus elos. Em geral, costuma-se dividi-las em três tipos: redes de interações, redes sociais e redes espaciais. 
Nas redes de interações, os elos costumam representar interações interespecíficas, como por exemplo predação, parasitismo, zoonoses, polinização ou dispersão de sementes. Já os nós costumam representar populações locais de diferentes espécies, mas podem também representar espécies inteiras, indivíduos de uma mesma população ou até níveis de organização ecológicos superiores, como guildas ou grupos funcionais. 
Nas redes sociais, os elos costumam representar interações sociais entre indivíduos de uma mesma população (i.e., os nós), como por exemplo catação, combate relacionado à seleção sexual ou cuidado parental.
Nas redes espaciais, os elos costumam representar algum tipo de ocorrência ou co-ocorrência no espaço, como por exemplo distribuição geográfica, coabitação de um arquipélago ou ocupação de uma paisagem fragmentada. Já os nós podem representar diferentes níveis de organização ecológicos, variando dos indivíduos aos biomas. 

## Propriedades
Historicamente, a pesquisa sobre redes ecológicas se desenvolveu a partir de descrições de relações tróficas em teias alimentares aquáticas (ver espécie-chave); no entanto, o trabalho recente se expandiu para analisar outras teias alimentares, bem como teias de mutualistas. Os resultados destes trabalhos identificaram diversas propriedades importantes das redes ecológicas utilizando teorias estatísticas, matemáticas e físicas, como a Teoria da Informação e a Teoria dos Grafos. Hoje, as pesquisas na área costumam se basear em uma nova disicplina integrativa conhecida como Ciência das Redes.
Complexidade (densidade de ligação): o número médio de ligações por espécie. Explicar os altos níveis de complexidade observados nos ecossistemas tem sido um dos principais desafios e motivações para a análise de redes ecológicas, uma vez que a teoria inicial previu que a complexidade levaria à instabilidade.
Conectividade: a proporção de possíveis ligações entre espécies que são realizadas (ligações/espécies). Nas teias alimentares, o nível de conectividade está relacionado à distribuição estatística dos links por espécie. A distribuição dos links muda de lei de potência (parcial) para exponencial e uniforme à medida que o nível de conectividade aumenta. Os valores observados de conectividade em teias alimentares empíricas parecem ser limitados pela variabilidade do ambiente físico, pelo tipo de habitat, o que refletirá na amplitude da dieta de um organismo, impulsionada pelo comportamento de forrageamento ideal. Isto, em última análise, liga a estrutura destas redes ecológicas ao comportamento dos organismos individuais.
Distribuição de graus: a distribuição de graus de uma rede ecológica é a distribuição cumulativa do número de links que cada espécie possui. Foi descoberto que as distribuições de graus das teias alimentares exibem a mesma forma funcional universal. A distribuição de graus pode ser dividida em duas partes componentes: ligações às presas de uma espécie (também conhecido como grau de entrada) e ligações aos predadores de uma espécie (também conhecido como grau de saída). Tanto a distribuição de graus de entrada quanto de saída exibem suas próprias formas funcionais universais. Como há uma decadência mais rápida da distribuição de grau de saída do que da distribuição de grau de entrada, podemos esperar que, em média, em uma teia alimentar, uma espécie tenha mais elos de entrada do que de saída.
Agrupamento: a proporção de espécies que estão diretamente ligadas a uma espécie focal. Uma espécie focal no meio de um cluster pode ser uma espécie-chave, e sua perda pode ter grandes efeitos na rede.
Compartimentação: a divisão da rede em sub-redes relativamente independentes. Observou-se que algumas redes ecológicas são compartimentadas pelo tamanho do corpo e pela localização espacial. Existem também evidências que sugerem que a compartimentação nas teias alimentares parece resultar de padrões de contiguidade da dieta das espécies e de alimentação adaptativa.
Aninhamento: o grau em que espécies com poucos elos têm um subconjunto de elos de outras espécies, em vez de um conjunto diferente de elos. Em redes altamente aninhadas, guildas de espécies que compartilham um nicho ecológico contêm generalistas (espécies com muitos vínculos) e especialistas (espécies com poucos vínculos, todos compartilhados com os generalistas). Em redes mutualísticas, o aninhamento é frequentemente assimétrico, com especialistas de uma guilda ligados aos generalistas da guilda parceira. O nível de aninhamento não é determinado pelas características das espécies, mas pelos descritores gerais da rede (por exemplo, tamanho e conectividade da rede) e pode ser previsto por um modelo adaptativo dinâmico com reconfiguração das espécies para maximizar a aptidão individual ou a aptidão de toda a comunidade. Uma das melhores medições para o aninhamento (nestedness) foi desenvolvida para integrar diversas informações sobre a distribuição das partes que interagem.
Aninhamento em bloco: Também chamadas de estruturas compostas, algumas redes ecológicas combinam modularidade em grandes escalas de rede com aninhamento dentro dos módulos. Novos índices e protocolos tem sido propostos para analisar essas estruturas que combinam mais de uma topologia arquetípica.
Coerência trófica: A tendência das espécies de se especializarem em níveis tróficos específicos leva a que as teias alimentares apresentem um grau significativo de ordem na sua estrutura trófica, conhecido como coerência trófica, que por sua vez tem efeitos importantes em propriedades como a estabilidade e a prevalência de ciclos.

## Cursos online
Se você quiser aprender os fundamentos teóricos sobre as redes ecológicas, assim como análises numéricas e gráficas, há uma grande variedade de cursos online disponíveis em diferentes plataformas:
- Redes Ecológicas
- Network Science Tutorials
- Social network analysis using R